# Sempachi csata
A sempachi csatát 1386. július 9-én vívták az Ósvájci Konföderáció és III. Lipót osztrák herceg erői. Az ütközet döntő svájci győzelemmel zárult, maga a herceg is elesett. A vereség meggyengítette a Habsburg-befolyást Svájcban és lehetővé tette a Konföderáció további gyarapodását.

## Előzmények

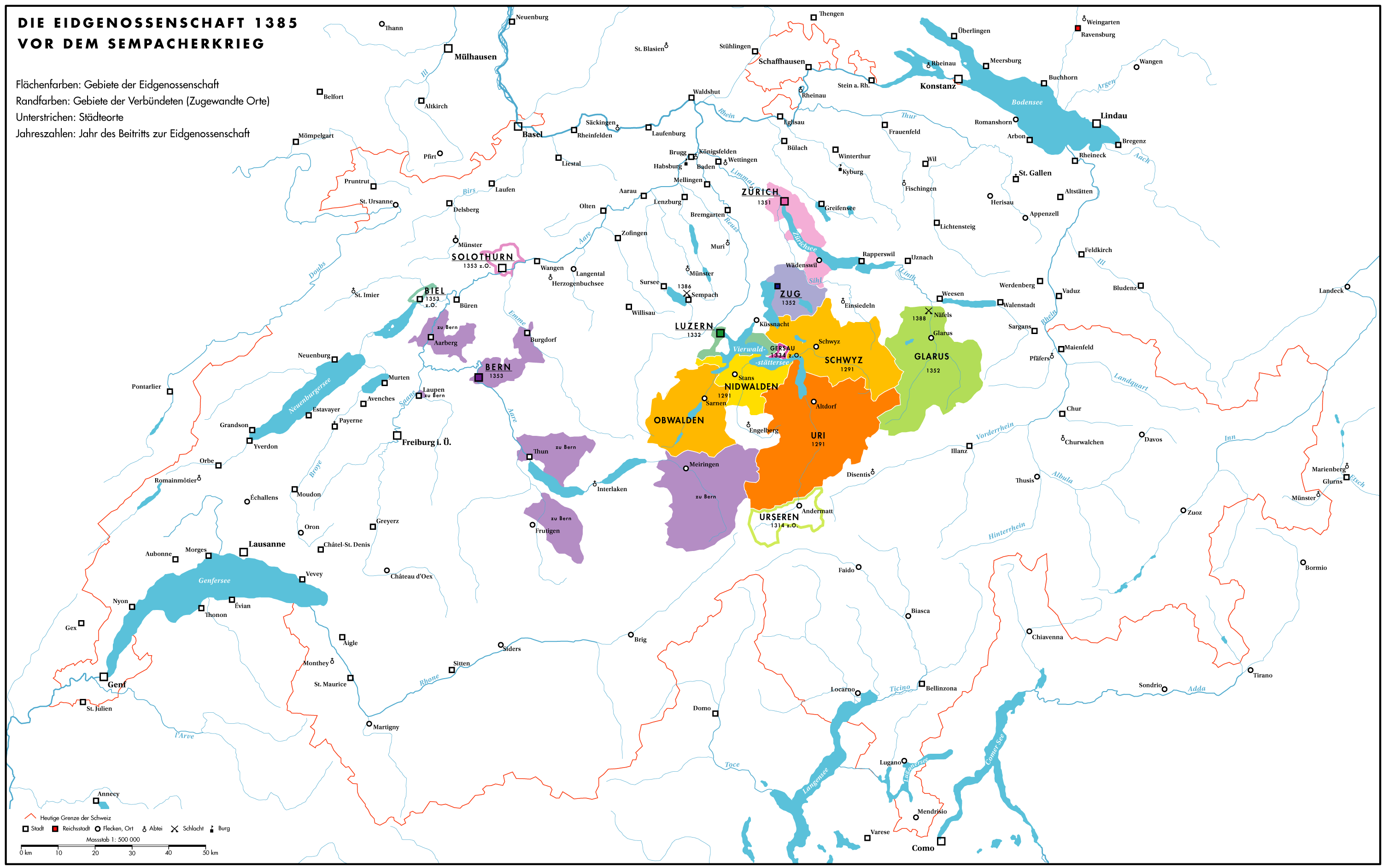
Az Ósvájci Konföderáció 1385-ben

1383-1384 között az Ósvájci Konföderáció kantonjai és a terjedelmes svájci birtokokkal rendelkező Habsburg-ház között kiéleződött a feszültség. Az Osztrák Hercegség helyzetét gyengítette a Zürich, Zug, Solothurn és 51 sváb város között létrejött konstanzi paktum. 1385-ben a kantonok csapatai hivatalos hadüzenet vagy általános terv nélkül többször is megtámadták az osztrákok által irányított Rapperswilt, Rothenburgot, Chamot vagy Wolhusent.
1386 januárjában Luzern szerződésekkel a befolyása alá vont néhány Habsburg-tulajdonban lévő várost és völgyet, többek között Entlebuchot, Sempachot, Meienberget, Reichenseet és Willisaut, mire a Habsburgok hadat üzentek nekik. Az osztrákok katonái legyőzték a meienbergi helyőrséget, mire Luzern segítséget kért a többi kantontól. A felek Zürichben próbáltak megegyezni és február 21-től fegyverszünet lépett életbe, de a status quo egyik félnek sem volt megfelelő és a fegyverszünet lejártával megkezdődtek a fegyveres összecsapások.
Lipót herceg Brugg városában gyűjtötte össze csapatait, melyek sváb, elzászi, aargaui, thurgaui és tiroli vazallusainak katonáiból, valamint olasz, francia és német zsoldosokból álltak. Néhány hét leforgása alatt 167 világi nemes és egyházi földbirtokos küldte el hadüzenetét a kantonoknak. A nagyobb hatás kedvéért az üzeneteket csomagokban küldték; például június 24-én a württembergi követ 15 hadüzenetet olvasott fel, de még mielőtt befejezhette volna, újabb követ érkezett Pfirtből nyolc hadüzenettel és amikor ő került sorra, megérkeztek a schaffhauseni földbirtokosok levelei is. A következő napon újabb nyolc követ hozott hadüzeneteket.
A bruggi csapatösszevonás azt sugallta, hogy Lipót Zürichet akarja megtámadni és a szövetség erői odavonultak, hogy megvédjék a várost. Az osztrákok azonban dél felé indultak el, hogy feldúlják Luzern vidékét és esetleg a várost is megostromolják. Útközben kifosztották és felgyújtották Willisaut, majd továbbhaladtak a Sempachi-tó partján fekvő Sursee, majd Sempach felé. Sempach mellett letáboroztak és felgyújtották az aratásra váró gabonaföldeket.
A konföderációból Luzern, Uri, Schwyz és Unterwalden kantonok katonái Zürich alól az osztrákok után eredtek. A zürichi csapatok a városban maradtak megvédeni azt, Bern pedig egyáltalán nem küldött katonákat.

## A csata

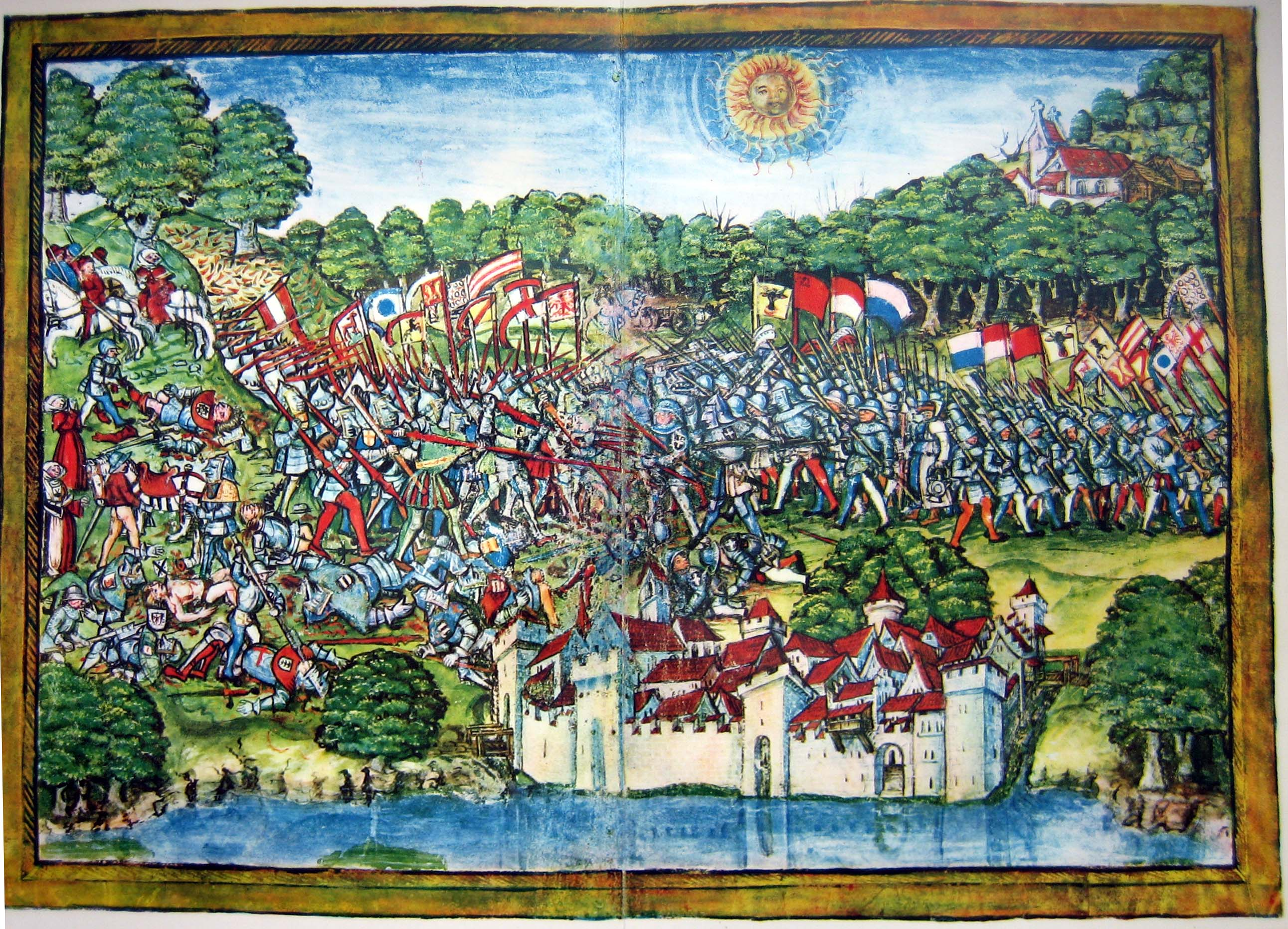
A csata képe egy 1513-as luzerni krónikában. Balra a háttérben látható a levágott cipőorrok halma

A kantonok hadai Gisikon faluban, a Reuss-folyó hídjánál gyülekeztek, majd innen indultak Sempach felé, remélve hogy utolérik az osztrákokat. Július 9-én déltájban a két hadsereg Sempachtól mintegy 2 km-re összetalálkozott. Mindkét fél vonulóban volt és váratlanul érte őket a találkozás. Egyikük sem tért ki az összecsapás elől és gyorsan hadrendbe fejlődtek.
A svájciak egy erdős dombon álltak fel Hildisrieden falu közelében. A terep nem tette lehetővé a lovasrohamot, ezért Lipót lovagjai leszálltak a nyeregből és mivel nem volt idejük felkészülni és átöltözni, levágták hosszú, hegyes orrú cipőik orrát, hogy az ne zavarja őket az előrehaladásban. A krónikás leírja, hogy a csata után egy egész halom ilyen cipőorrot találtak.
Mikor a konföderációs sereg végre felfejlődött hadrendbe, azonnal támadásba lendültek a szárnyakon. A túlerőben lévő osztrákok széles arcvonalba álltak fel, hogy bekeríthessék a svájciakat. A kantonok hadai egy idő után fölénybe kerültek, de ennek mikéntje vitatott. A történészek feltételezik, hogy a júliusi délidőben való küzdelem elfárasztotta a nehéz vértben gyalog harcoló lovagokat, míg ellenfeleik könnyebben mozoghattak (a krónikás leírja, hogy volt olyan svájci, akinek a védőfelszerelése mindössze a pajzsként bal karjára kötözött deszka volt). A lovagok lebecsülték a létszámhátrányban is lévő svájciakat, még azt is megakadályozták, hogy a szokás szerint a zsoldosok álljanak az első sorokba, mert attól tartottak, hogy így rájuk egyáltalán nem kerül sor a küzdelemben. A svájci történeti hagyomány szerint a csata fordulatát Arnold von Winkelried önfeláldozó hőstette okozta, aki rávetette magát az osztrákok pikáira és így rést nyitott a hadrendjükben. Winkelriedet azonban először csak 1513-ban említi a luzerni krónika, korábban a svájciak győzelmét Isten kegyelmének tulajdonították.
Bármi is volt az oka, a svájciak áttörték az osztrák vonalakat és megfutamították az ellenséget. A vértjükben gyalog lassan mozgó lovagok nagy részét, köztük magát Lipót herceget is megölték (és többek között az Aarberg, Baldegg, Bechburg, Büttikon, Eptingen, Falkenstein, Hallwil, Reinach, Rotberg és Wetter családok tagjait is).

## Következmények

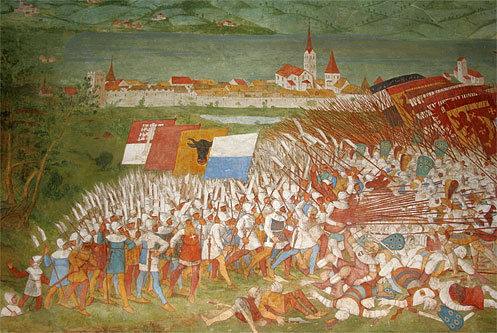
Freskó a csata helyszínén épített kápolnában

Október 12-én a svájciak és az osztrákok fegyverszünetet kötöttek, amit januártól egy évig tartó békeszerződés követett.
A vereség nagy csapást jelentett a svájci Habsburg-érdekeltségek számára és lehetővé tette, hogy a kantonok tovább folytassák a terjeszkedést. A Habsburgok erejét eleve csökkentette, hogy 1379-ben III. Lipót és fivére, III. Albert kettéosztotta a család birtokait. A Lipót-ág ezután képtelen volt megvédeni a Rajna bal partján lévő birtokait és Luzern, Bern és Solothurn gátlástalanul terjeszkedhetett. Bern városa - amelyik egyáltalán nem vett részt a sempachi csatában - kihasználta a lehetőséget és megszállta Jura, Oberland, Emmental és Aargau egyes területeit, kiszélesítve határait a mai kanton nagy részére. Luzern 1389-re megszilárdította hatalmát a Sempachi-tó, Willisau és Entlebuch fölött. Glarus is kihasználta a Habsburgok meggyengülését és 1388-ban a näfelsi csatában kivívta függetlenségét.
A béke lejártával 1389. április 1-én a Konföderáció és az Osztrák Hercegség hét évre szól békét kötött, melyet 1394-ben újabb 20 évre meghosszabbítottak.
A későbbi korok történészei a sempachi csatát olyan fordulópontnak tartották, amely lehetővé tette hogy a 14. századi laza kantonszövetség a 15. században jelentős katonai és politikai hatalommá válhassék. Már 1387-ben kápolnát emeltek a csata helyszínén, ahol minden év július 9-én misét tartottak. A kápolnát többször kibővítették, 1551-ben freskókkal látták el, melyet többször restauráltak és kiegészítettek. A ma látható freskók az 1643-ban készültek.

## Fordítás
- Ez a szócikk részben vagy egészben  a   Battle of Sempach című angol Wikipédia-szócikk ezen változatának fordításán alapul.  Az eredeti cikk szerkesztőit annak laptörténete sorolja fel. Ez a jelzés csupán a megfogalmazás eredetét és a szerzői jogokat jelzi, nem szolgál a cikkben szereplő információk forrásmegjelöléseként.